# Parafia Matki Bożej Pośredniczki Wszelkich Łask w Szczejkowicach
Parafia Matki Bożej Pośredniczki Wszelkich Łask w Szczejkowicach – jest parafią należącą do archidiecezji katowickiej i dekanatu dębieńskiego. 

## Historia
Parafia została erygowana 3 maja 1981 roku. 21 marca 1981 roku rozpoczęto prace budowlane w parafii. Najpierw zbudowano dom katechetyczny, w którym obecnie mieści się probostwo. 
18 maja 1983 roku rozpoczęto budowę kościoła. Kościół w Szczejkowicach stanowi przykład nowoczesnej architektury sakralnej. Za sprawą wypiętrzonej części dachu jego bryła przypomina rozpięty namiot, w rzucie nawiązując do Gwiazdy Dawida. Kościół posiada trzy dzwony o imionach: św. Wojciecha, św. Barbary, św. Wawrzyńca. 16 listopada 1986 roku konsekracji świątyni dokonał abp Damian Zimoń.

## Grupy parafialne
- Klub Honorowych Dawców Krwi im. Eufrozyny Weber,
- chór "Jutrzenka",
- Zespół Charytatywny,
- Dzieci Maryi,
- Róże Różańcowe.

## Proboszczowie
- ks. Karol Psurek (1981–1982)[1]
- ks. Jan Kuboszek (1982–1989)[1]
- ks. Gerard Syguda (1989–1995)[1]
- ks. Józef Walasz (1995–2000)[1]
- ks. Kazimierz Folkert (2000–2013)[1]
- ks. Jacek Ostrowski (2013–nadal)[1]